# Charles Mills (2e baron Hillingdon)
Pour les articles homonymes, voir Charles Mills et Mills.
Charles William Mills, 2e baron Hillingdon (26 janvier 1855 – 6 avril 1919) est un banquier britannique et un homme politique conservateur qui siège à la Chambre des Communes de 1885 à 1892.

## Biographie
Il est le fils de Charles Mills (1er baron Hillingdon), et son épouse Louisa Isabelle, fille de Henry Lascelles (3e comte de Harewood). Il est lieutenant dans le régiment de milice Queen's Own West Kent et associé de la banque Glyn, Moulins & Co.
En 1885, il est élu député pour Sevenoaks, et occupe le siège jusqu'en 1892  En 1898, Charles Mills hérite du titre de baron de Hillingdon.

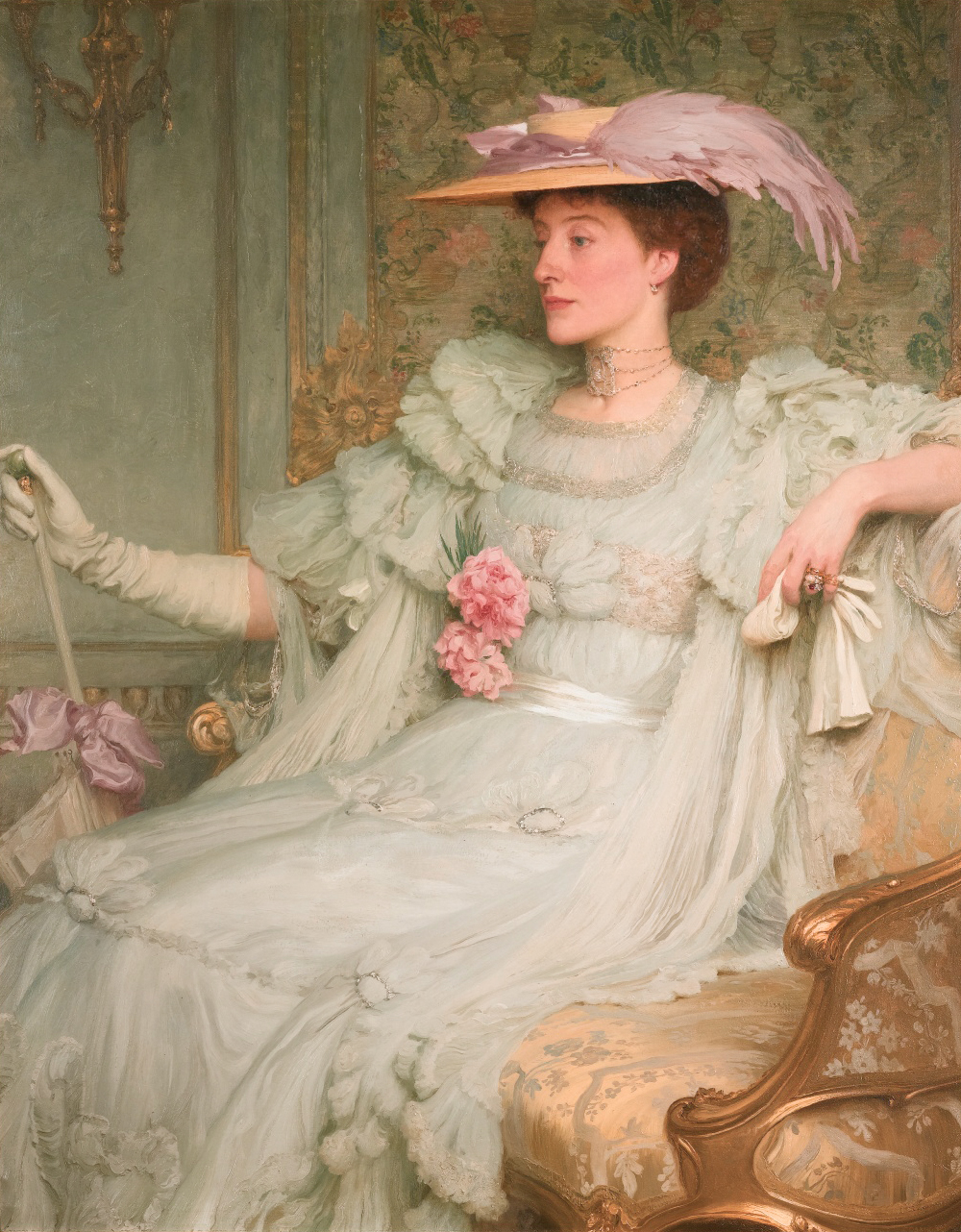
Lady Hillingdon (Frank Dicksee, 1905)

La même année il commande à Edwin Lutyens, la conception Overstrand Hall. Les travaux débutent en 1899, et sont achevés en 1901. Nikolaus Pevsner l'a considéré comme l'un des bâtiments remarquables de Lutyens, mais d'autres le critiquent, estimant qu'il "n'avait pas le caractère pittoresque de ses plus belles œuvres".
Mills est le parrain d'Harry Elkins Widener, fils de George Dunton Widener qui ont péri sur le Titanic.
Il épouse Alice Marion Harbord, fille de Charles Harbord (5e baron Suffield), en 1886. Il est décédé en avril 1919, âgé de 64 ans, et est remplacé comme baron par son fils Arthur Mills (3e baron Hillingdon).